# تشيت (شهر)
تشيت (بالبنجابية:ਚੇਤ) هو الشهر الأول في التقويم السيخي، ويتزامن بين شهري مارس وابريل في التقويم الغريغوري ومكون من 31 يوم.

## مناسبات الشهر
- 1 شيت: رأس السنة السيخية.
- 6 شيت: عيد هولا موهالا
- 27 شيت: مولد الابن الثاني للغورو جوبيند سينغ.